# Sara Hjort Ditlevsen

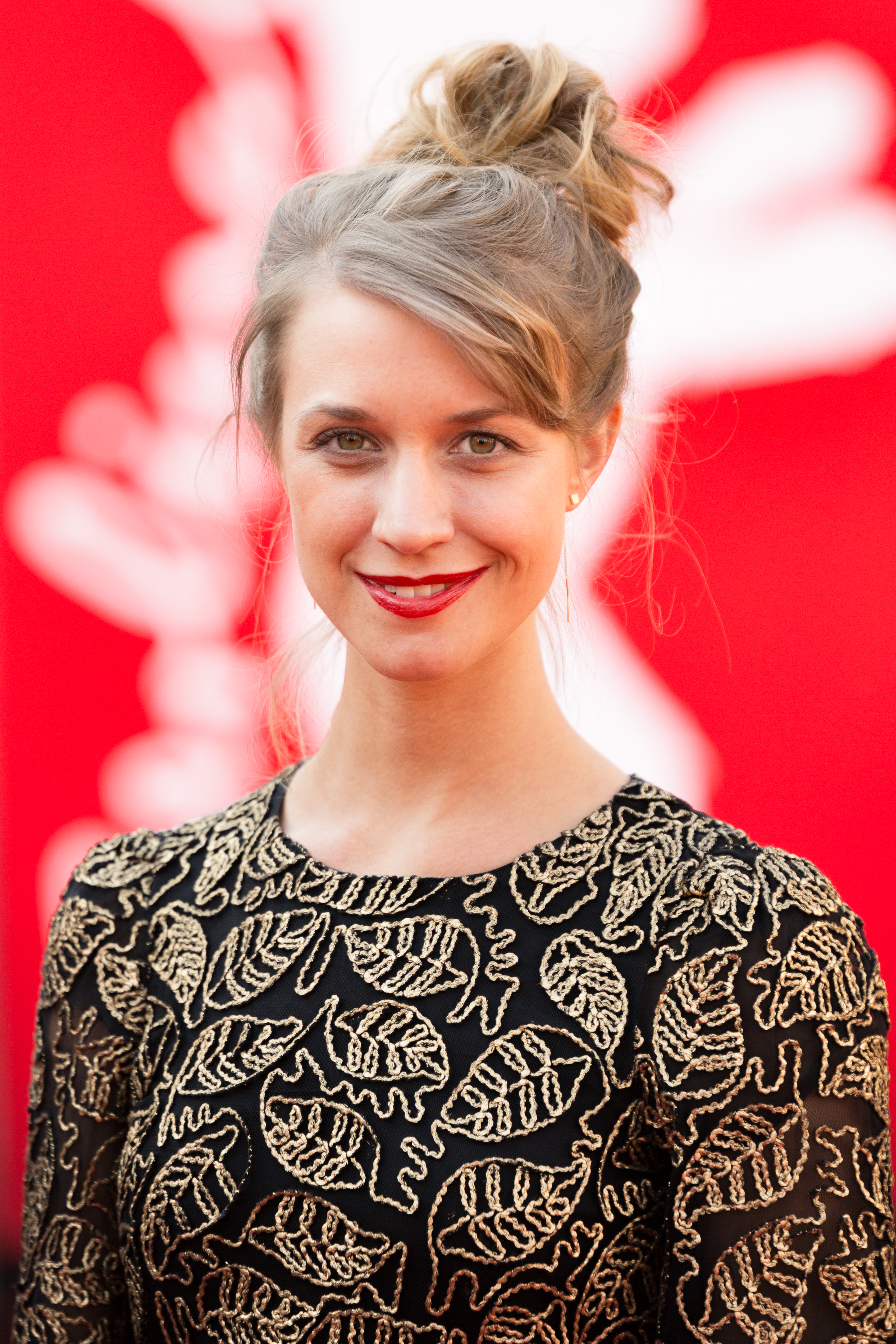
Hjort Ditlevsen auf der Berlinale 2017

Sara Hjort Ditlevsen (* 23. Mai 1988 in Kopenhagen) ist eine dänische Schauspielerin.

## Leben und Karriere
Hjort Ditlevsens Mutter ist Lehrerin, ihr Vater Physiker. Sie hat zwei Schwestern, Amalie und Lea, und wohnte bis zum Alter von 15 Jahren bei ihrer Familie. Nach ihrer Schulzeit lebte sie für ein Jahr in Berlin. Danach zog sie nach Vesterbro, einem Stadtviertel in Kopenhagen. Seit 2007 war sie in mehr als 30 Film- und Fernsehproduktionen zu sehen, gelegentlich auch unter dem Namen Sara Hjort.
Sie erlebte ihren Durchbruch in der Rolle der Katrin in der Fernsehserie Forestillinger. 2013 wurde sie für ihre Rolle in Undskyld jeg forstyrrer mit dem dänischen Filmpreis Bodil für die beste weibliche Hauptrolle ausgezeichnet.

## Filmografie

### Filme
- 2009: Vanvittig forelsket
- 2010: Unter die Haut – Gefährliche Begierde (Kvinden der drømte om en mand)
- 2012: Undskyld jeg forstyrrer
- 2012: Talenttyven
- 2013: Borgman
- 2015: Heaven
- 2015: Al Medina
- 2018: Comic Sans
- 2020 Breeder – Die Zucht (Breeder)
- 2021: 398 Tage – Gefangener des IS (Ser du månen, Daniel)

### Fernsehserien
- 2007: Forestillinger
- 2009: Kristian
- 2012–2020: Rita
- 2017–2019: Perfekte Steder
- 2017: Countdown Copenhagen (Gidseltagningen)
- 2018–2020: Advokaten
- 2022: The Shift (Dag & nat)

## Auszeichnungen
- Dänischer Filmpreis (Bodil) für die beste weibliche Hauptrolle für Undskyld jeg forstyrrer, 2013[1]